# پیتر گروس
پیتر گروس (انگلیسی: Peter Gruss؛ زادهٔ ۲۸ ژوئن ۱۹۴۹) دانشمند در زمینه Developmental Biology اهل آلمان است.
وی همچنین برندهٔ جوایزی همچون جایزه آلمانی آینده شده‌است.